# Bad Boy South
Bad Boy South é uma gravadora do grupo de rap 8Ball & MJG fundada em 2003.
Bad Boy do Sul foi fundada em 2003, após esta assinatura de 8 Ball & MJG. O selo foi criado para capitalizar sobre o sucesso do hip hop sul e ter uma etiqueta simplesmente se concentrar em que o gênero para que a etiqueta tradicional poderia sair e procurar outros talentos, para o primeiro ano, 8 Ball & MJG foram os únicos artistas no rótulo.